# Перелік османських нападів, битв та облог
В статті наводиться перелік османських нападів, битв і облог від часів постання Османської імперії на початку XIV століття до Першої світової війни в XX ст.

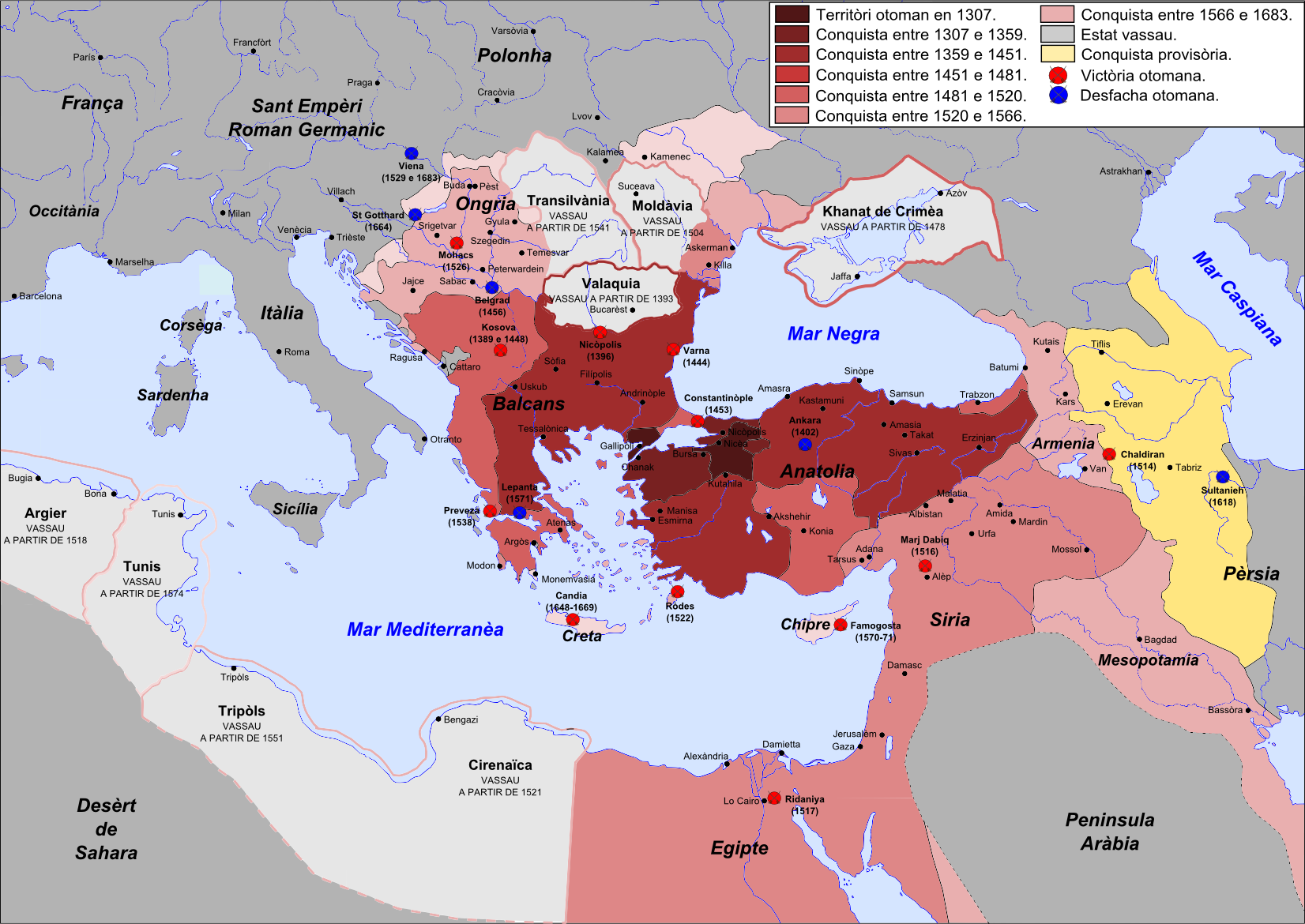
Карта територіального розширення Османської імперії з 1307 по 1683 рік.

## Підйом (1299–1453)
| Подія | Дата      | Результат |
| Завоювання острова Калолімнос (нинішній острів Імрали) та початок османської присутності в Мармуровому морі                                                     | 1308      |           |
| Завоювання османами Муданьї та перші османські висадки у Фракії на південному сході Європи                                                                      | 1321      |           |
| Завоювання Османським еміратом стратегічного портового міста Гемлік на узбережжі Мармурового моря                                                               | 1333      |           |
| Військово-морські перемоги Умур-бея проти візантійських та генуезьких флотів біля Егейського узбережжя Анатолії, Родосу, протоки Дарданелли, Македонії та Мореї | 1334 1348 |           |
| Завоювання Ускюдара (колишнього Скутарі чи Хрисополіса) та Кадикея (колишнього Халкедону) на анатолійській стороні Стамбула, о.Мармара, Фракії та Галліполі     | 1352      |           |
| Перші османські рейди в Аттиці, Мореї та Адріатичному морі | 1372      |           |
| Перші завоювання в Македонії | 1373      |           |
| Завоювання Салонік та Македонії | 1387 рік  |           |
| Завоювання більшої частини Балкан, включаючи північ Болгарії та південь Румунії                                                                                 | 1389 рік  |           |
| Напади на Хіос, Евбею, Аттику і Морею | 1390 1391 |           |
| Завоювання північної Албанії та південної Чорногорії | 1392 рік  |           |
| Напади на Морею | 1394 рік  |           |
| Початок першої османської облоги Константинополя (1394–1402) | 1394 рік  |           |
| Завоювання Албанії | 1396 рік  |           |
| Підкорення кількох прибережних поселень на узбережжі Егейського моря в Греції та кількох анатолійських бейликів на узбережжі Чорного моря в Анатолії            | 1397 рік  |           |
| Висадки у Фессалії, Мореї, Албанії та Епірі | 1397 1399 |           |
| Друга османська облога Константинополя | 1411      |           |
| Завоювання кількох островів в Егейському морі | 1415 1416 |           |
| Підкорення стратегічного порту Самсун у Чорному морі | 1417      |           |
| Третя османська облога Константинополя | 1422      |           |
| Відвоювання Албанії, завоювання кількох прибережних поселень в Мореї                                                                                            | 1423      |           |
| Облога і відвоювання Фессалонік | 1423 1430 |           |
| Підкорення стратегічного порту Сіноп у Чорному морі | 1424      |           |
| Завоювання анатолійського бейлика Смірна | 1426      |           |
| Завоювання Яніни | 1430 рік  |           |
| Спроба завоювати Албанію і перша облога Круї | 1448 1450 |           |
| Завоювання Арти в Епірі | 1449 рік  |           |
| Захоплення Константинополя (Стамбул), островів Імброса (нині Гьокчеада ), Лемноса і Тасоса                                                                      | 1453 рік  |           |

## Зростання (1453–1550)
| Подія | Дата      | Результат |
| Напад на о-ви Додеканес | 1454      | |
| Захоплення Мореї і герцогства Афінського | 1458 1460 | |
| Захоплення Трапезундської імперії і генуезької колонії Амастрида | 1461      | |
| Завоювання Лесбосу та інших генуезьких островів в північному Егейському морі | 1462      | |
| Захоплення фортеці Рініаса і прилеглого регіону Превеза | 1463      | |
| Перша османсько-венеційська війна | 1463 1479 | |
| Захоплення замків та фортець в Албанії та дві невдалі облоги Круї | 1466      | |
| Облога і захоплення о.Негропонте (Евбеї) | 1470      | |
| Перша облога Скутарі (Шкодера) | 1474      | |
| Захоплення Криму | 1475      | |
| Захоплення венеційських фортів в Албанії та друга облога Скутарі | 1477 1478 | |
| Напади на Лепанто в Греції і Венето в Італії | 1477 1478 | |
| Захоплення останнього володіння Епірського деспотату - Воніци та островів Лефкас, Кефалонія і Занта (Закінф)                                                                    | 1479      | |
| Перша облога Родоса | 1480      | |
| Окупація Отранто | 1480 1481 | |
| Захоплення Кілії і Аккерману | 1484      | |
| Напади на Балеарські острови, Корсику і Пізу | 1487 1490 | |
| Напади на Ельче, Альмерію і Малагу | 1490 1495 | |
| Напади на затоку Таранто | 1496      | |
| Захоплення Чорногорії | 1499      | |
| Друга османсько-венеційська війна | 1499 1503 | |
| Битва при Дзонкйо (перша битва при Лепанто) | 1499      | Розбито венеційський флот, захоплено Лепанто                                                                                   |
| Напад на Корфу | 1500      | Здійснено обстріл венеційських укріплень                                                                                       |
| Битва при Модоні (друга битва при Лепанто) | 1500      | Розбито венеційський флот, захоплено Модон і Корон - "два ока Венеції"                                                         |
| Захоплення о.Піаноза | 1501      | |
| Захоплення декількох міст на Сардинії | 1501      | |
| Напад на Пьйомбіно | 1501      | |
| Напад на Балеарські острови і Валенсію | 1501      | |
| Відвоювання захоплених венеційцями фортець у Мореї | 1503      | |
| Напади на Родос, Калабрію, Сицилію і Андалузію | 1505      | |
| Напад на Сицилію | 1506      | |
| Напади на Лігурію | 1508 1509 | |
| Напад на Капо-Пассеро в Сицилії | 1510      | |
| Напади на Бужу, Оран і Алжир | 1510      | |
| Напади на Реджо-Калабрію | 1511      | |
| Захоплення Молдовського князівства | 1512      | |
| Напади на Андалузію і Менорку | 1512      | |
| Напади на Аліканте, Малагу і Черчелл | 1513 1514 | |
| Захоплення Джиджелю в Алжирі і Махдії в Тунісі | 1514      | |
| Обстріл Бугії, напади на Сеуту, Балеарські о-ви, Сардинію, Сицилію | 1514      | |
| Захоплення Сирії | 1516      | |
| Захоплення Алжиру у Іспанії | 1516 1517 | |
| Напади на Ельбу і Лігурію | 1516      | |
| Захоплення Єгипту і кінець Мамлюкського султанату | 1517      | |
| Напади на Капо-Ліміті і Капо-Різутто в Калабрії | 1517      | |
| Напади на Прованс, Тулон та Іль-Дере у Франції | 1519      | |
| Напад на Балеарські о-ви | 1521      | |
| Облога Книна | 1522      | |
| Захоплення Родосу | 1522      | Лицарів-госпітальєрів було вигнано з їх багаторічної бази на Родосі. Вони перемістились спочатку в Триполі, а згодом на Мальту |
| Напади на Сардинію | 1525      | |
| Напад на Капо-Пассеро в Сицилії | 1526      | |
| Напади на Кротоне, Реджіо-Калабрія, Кастіньяно, Капо-Спартівенто, Мессіну, Тоскану, Кампанію                                                                                    | 1526      | |
| Захоплення Далмації, Славонії і Боснії | 1527      | |
| Напади на італійські і іспанські прибережні міста | 1527      | |
| Битва при Форменторі | 1529      | |
| Захоплення Пеньйон-де-Алжир | 1529      | |
| Напади на Андалузію | 1529      | |
| Захоплення острова Кабрера | 1530      | |
| Напади на Сицилію, Болеарські о-ви, Марсель, Прованс, Лігурію, Сардинію, Пйомбіно                                                                                               | 1530      | |
| Напади на Іль-оф-Фавіньяна, Калабрію, Апулію, Триполі, Іспанію | 1531      | |
| Напади на Сардинію, Боніфаччо, Монтекрісто, Ельбу, Лампедузу, Мессіну, Калабрію                                                                                                 | 1532      | |
| Захоплення Тунісу, відвоювання Мореї | 1534      | |
| Захоплення Сан-Лючідо, Цетраро, Капрі, Прочіди, Тунісу | 1534      | |
| Напади на Реджіо-Калабріа, Гаету, Віллу-Санта-Лучія, Сант-Ісідоро, Сперлонгу, Фонді, Террачіну, Остію, Понцу, Сицилію, Сардинію, обстріл портових міст в Неаполітанській затоці | 1534      | |
| Напад на Корфу | 1535      | |
| Напади на Іспанію, Болеарські острови, Тлемсен | 1535      | |
| Захоплення Клиса | 1537      | |
| Захоплення Наксоського герцогства, островів Сіросу, Егіни, Іосу, Паросу, Тіносу, Карпатосу і Касосу                                                                             | 1537      | |
| Друга окупація Отранто, захоплення Кастро і Угенто | 1537      | |
| Напади на Калабрію і Корфу | 1537      | |
| Битва при Превезі | 1538      | |
| Завоювання Кастельнуово (Херцег-Новий) в Далмації | 1538      | |
| Облога Діу в Індії | 1538      | |
| Захоплення Адену і Йемену у португальців, Джедди і Хіджазу в Аравії | 1538 1539 | |
| Захоплення затоки Превеза, о.Лефкада, східної Адріатики і венеційських островів в Егейському морі та міста Кандія на Криті.                                                     | 1538      | |
| Османсько-португальські війни в Індійському океані | 1538 1566 | |
| Напади на Крит і Гуджарат в Індії | 1538      | |
| Захоплення Рісану в Далмації, островів Сеіатос, Скірос, Андрос і Серіфос | 1539      | |
| Відвоювання Кастельнуово (Херцег-Новий) в Далмації у іспанців | 1539      | |
| Напади на Каттаро і Песаро, острови Корфу і Крит | 1539      | |
| Захоплення Гоцо, Пантеллерії, Капрайї, захоплення Сербії | 1540      | |
| Напади на Сицилію, Корсику, Іспанію | 1540      | |
| Перемога над іспансько-італійським флотом в Алжирі | 1541      | |
| Захоплення Естергома в Угорщині | 1543      | |
| Захоплення Редджо-Калабрії, Мессіни, Ніци, Антибів, Іль Санта-Маргарита, Монако, Сан-Ремо, Ля-Турбе                                                                             | 1543      | |
| Напади на Кампанію, Лаціо, підйом по Тибру до Риму | 1543      | |
| Перемога над іспансько-італійським флотом в Тирренському морі, напад на Неаполітанське королівство                                                                              | 1544      | |
| Захоплення Боніфаччо на Корсиці, Кастільйоне-делла-Пескайя, Таламоне, Орбетелло, Гросетто, Монтіано, Порто-Ерколе, о.Гігліо, Іск 'я, Форіо та о.Прочіда                         | 1544      | |
| Напади на Сан-Ремо, Боргетто Санто-Саїрито, Черіале, Вадо-Лігурія, Пйомбіно, Чивітавеккья, Сардинію, Гоцо. Поццуолі, Капо-Полінуро, Катону. Фіумару, Каланну, Каріаті, Ліпарі.  | 1544      | |
| Захоплення Капраї, Монтероссо, Корнільї, Рапалло, Пальї, Леванто | 1545      | |
| Напади на Іспанію, Балеарські о-ви, Сицилію, лігурію, Менаролу, Ріомаджоре, Ла-Спецію                                                                                           | 1545      | |
| Захоплення Махдії, Сфаксу, Сусу і Монастіра в Тунісі; Laigueglia і Андори в Лігурії; Гоцо на Мальті                                                                             | 1546      | |
| Напади на Лігурію, Сан-лоренце-аль-Маре | 1546      | |
| Відвоювання Ємену у португальців | 1547 1548 | |
| Захоплення Гоцо на Мальті | 1547      | |
| Напади на обидва острови Мальтійського архипелагу, Сицилію, Еолійські о-ви, Саліну, Апілію, Сальве, Калабрію, Корсику                                                           | 1547      | |
| Захоплення Кастелламаре-ді-Стабія, Поццуолі і Прочиди в Неаполітанській затоці                                                                                                  | 1548      | |
| Напади на Рапалло, Сан-Фруттуозо, Портофіно, Сан-Ремо, Корсику, Калабрію | 1549      | |
| Відвоювання Суса і Монастира в Тунісі, напад на Рапалло в Лігурії | 1550      | |
| Напади на Сардинію, Іспанію, Корсику, Гоцо, Лігурію, Махдію, місто Туніс, о.Джерба                                                                                              | 1550      | |

## Трансформація (1550-1700)
| Подія | Дата      | Результат                                            |
| Вторгнення на Гоцо, захоплення Таггії та Ріва-Брігозо в Лігурії | 1551      |                                                      |
| Захоплення Триполі | 1551      | остаточне вигнання з Лівії іспанців та госпітальєрів |
| Напади на порти в Адріатиці та на Сицилію | 1551      |                                                      |
| Перемога над іспансько-італійським флотом в битві при Понці | 1552      |                                                      |
| Захоплення Оману і Катару в португальців, напад на Ормуз | 1552      |                                                      |
| Захоплення Пантеллерії, Понци, Масси-Лубренсе, Соренто, Поццуолі, Мінтурно, Ноли | 1552      |                                                      |
| Напади на Августу і Лікату в Сицилії, Таорміну, Затоку Полікастро, Пальмі, Неаполітанську затоку, Сардинію, Корсику, Лаціо | 1552      |                                                      |
| Захоплення Кротоне і Кастелло в Калабрії; Марчіано Маріни, Ріо і Каполівері на Ельбі. Вторгнення на Корсику (Захоплення Боніфаччо і Бастії). Відвоювання Піанози і Капрі                                                      | 1553      |                                                      |
| Напади на Сицилію, Таволару, Сардинію, Порто-Ерколе, Пьйомбіно, Портоферрайо | 1553      |                                                      |
| Захоплення Вьєсте біля Фодджі; Ельба і Корсика | 1554      |                                                      |
| Напади на Далмацію, Дубровник, Орбетелло і Тоскану | 1554      |                                                      |
| Перемога над Іспансько-італійським флотом біля Пьйомбіно | 1555      |                                                      |
| Захоплення Паоли і Санто-Ночето в Калабрії; Папулонії на Ельбі; Бастії на Корсиці; Оспедалетті в Лігурії | 1555      |                                                      |
| Напади на Капо-Ватікано, Кераміку, Сан-Лучідо в Калабрії; Пьйомбіно на Ельбі; Кальві на Корсиці; Сардинію; Сан-Ремо і Лігурію                                                                                                 | 1555      |                                                      |
| Захоплення Бергеджі і Сан-Лоренцо в Лігурії, Гафси в Тунісі | 1556      |                                                      |
| Облога Орана | 1562      |                                                      |
| Напад на Лампедузу | 1556      |                                                      |
| Захоплення Карьяті в Калабрії | 1557      |                                                      |
| Напади на Затоку Таранто і Апулію | 1557      |                                                      |
| Захоплення Джерби, Місратаху і Тагіори на Джербі, Реджіо-Калабрія, Еолових островів, Масса-Лубрензе, Кантоне, Сорренто, Мінорки.                                                                                              | 1558      |                                                      |
| Напади на Месінську протоку, Амальфі, Затоку Салерно, Торре-дель-Греко, Пьйомбіно, Іспанію | 1558      |                                                      |
| Битва при Джербі | 1560      |                                                      |
| Напади на Стромболі, Гоцо, Неаполітанську затоку | 1561      |                                                      |
| Захоплення територій в Гранаді, Іспанія; Неаполя в Італії і замків навколо міста, Ханьї на Криті | 1563      |                                                      |
| Напад на Малагу, ще одна облога іспанського Орану і Мерс-Аль-Кебіру в Ажирі; Напади на Лігурію, Сардинію, Орістанто, Марселіно, Ерколенто в Апулії, Сан-Джованні (поруч із Мессіною) і Капо-Пассеро в Сицилії, Гоцо на Мальті | 1563      |                                                      |
| Османська експедиція в Ачех (на вимогу султана Ачеху Алаадіна, який вступив в союзницькі відносини з Османською імперією і запросив від неї захисту від агрессії Португальської імперії                                       | 1565      |                                                      |
| Велика облога Мальти (захоплення форту Сент-Ельм і бастіону Кастилії в форті Сент-Мікаель) | 1565      |                                                      |
| Облога Сігетвара | 1566      |                                                      |
| Захоплення о.Хіос і кінець генуєзької присутності в Егейському морі | 1566      |                                                      |
| Напади на Апулію | 1566      |                                                      |
| Османський морський флот дислокується в Ачеху на Суматрі (сучасна Індонезія) | 1569      |                                                      |
| Напади на Суматрі (Індоезія) | 1569      |                                                      |
| Битва при Гоцо | 1570      |                                                      |
| Захоплення Кіпру у Венеції, облоги Нікосії і Фамагусти | 1570–1573 |                                                      |
| Відвоювання Далмації у Венеції | 1571      |                                                      |
| Напад на Корфу | 1571      |                                                      |
| Битва при Лепанто | 1571      |                                                      |
| Напади на Апулію і Корфу | 1573      |                                                      |
| Відвоювання Тунісу і Іспанії | 1574      |                                                      |
| Напади на Марокко | 1574      |                                                      |
| Напади на Калабрію | 1576      |                                                      |
| Перемога над португальським флотом біля узбережжя Марокко | 1578      |                                                      |
| Відвоювання Криму і частини України | 1584      |                                                      |
| Захоплення о.Лансароте на Канарських островах в Атлантичному океані | 1585      |                                                      |
| Відвоювання Естергому в Угорщині | 1605      |                                                      |
| Перемога над об 'єднаним французько-мальтійським флотом в Леванті | 1609      |                                                      |
| Напади на Мальту і південну Морею | 1614      |                                                      |
| Напади на узбережжя між Кадісом і Ліссабоном | 1616      |                                                      |
| Захоплення Мадейри в Атлантичному океані | 1617      |                                                      |
| Напади в серпні на Сассекс і Плімут (де в порту було захоплено 27 кораблів), Девон, Хартланд-Поінт, Корнуелл та інші графства західої Англії                                                                                  | 1625      |                                                      |
| Захоплення острова Ланді в Бристольській затоці. На наступні 5 років Ланді став головною базою для операцій османських берберських корсарів в Атлантичному океані                                                             | 1627      |                                                      |
| Захоплення островів Вестманнаейяр біля Ісландії | 1627      |                                                      |
| Напади в Північній Атлантиці включно з Британією, Шетландськими та Фарерськими островами, Данією, Швецією, Норвегією, Ісландією, Лабрадором, Затокою Св.Лаврнтія, Ньюфаундлендом і Вірджінією                                 | 1627 1660 |                                                      |
| Напади на Данію, Норвегію та Ісландію | 1627      |                                                      |
| Захоплення Балтимору і Корк-Сіті в Ірландії | 1631      |                                                      |
| Напади на Англію, Ірландію, Данію і Ісландію | 1631      |                                                      |
| Відвоювання Азову у росіян | 1642      |                                                      |
| Початок Критської війни (1645-1669). Захоплення Ханьї на Криті | 1645      |                                                      |
| Захоплення Чізамо і Сауди на Криті | 1646      |                                                      |
| Початок облоги Кандії на Криті | 1648      |                                                      |
| Напади на Англію, Ісландію, Норвегію, Швецію і Данію | 1655 1660 |                                                      |
| Фінальна стадія облоги Кандії, що закінчилась захопленням міста. Завершення Критської війни | 1666–1669 |                                                      |
| Облога Чигирина в Україні | 1677-1678 |                                                      |
| Захоплення фортів, що контролювали вихід з р.Дніпро в Чорне море | 1679      |                                                      |
| Відвоювання о.Хіос під час Морейської війни (1684-1699) | 1695      |                                                      |

## Застій (1700–1827)
| Подія                                                                                                   | Дата           | Результат                            |
| Відвоювання Превези                                                                                     | 1701           |                                      |
| Османський напад на західну Грузію                                                                      | 1703           | Завоювання Батумі, Поті та Анаклії   |
| Завоювання Орану, останнього опорного пункту Іспанії в Алжирі                                           | 1708           |                                      |
| Відвоювання Молдови та Азову у росіян                                                                   | 1711           |                                      |
| Сьома османсько-венеціанська війна з відвоюванням Мореї                                                 | 1714-1718 роки |                                      |
| Завоювання Суди на Криті та острова Тінос на Кікладах                                                   | 1715 рік       |                                      |
| Невдала облога Корфу                                                                                    | 1716 рік       |                                      |
| Турецько-російська війна                                                                                | 1735-1739 рр   |                                      |
| Рейди навколо гирла Дністра та у північний Крим                                                         | 1769 рік       |                                      |
| Відвоювання Мореї та Лемносу після повстання Орлова                                                     | 1770 рік       |                                      |
| Битва при Хіосі, а потім Чесменська битва                                                               | 1770 рік       |                                      |
| Не вдалося здійснити напад на Керч проти російського флоту                                              | 1774 рік       |                                      |
| Не вдалося здійснити напад в Кінбурні проти російської армії                                            | 1787 рік       |                                      |
| Поразка російським флотом поблизу острова Ілан та морські сутички навколо Очакова                       | 1788 рік       |                                      |
| Бої з російським флотом у Тендрі та Керчі                                                               | 1791 рік       |                                      |
| Битва з російським флотом біля мису Каліакра                                                            | 1791 рік       |                                      |
| Захоплення Корфу у французів спільним російсько-османським флотом                                       | 1799 рік       | Створення Септинсульської республіки |
| Відвоювання Єгипту                                                                                      | 1801 рік       |                                      |
| Захист Дарданел від британців та росіян                                                                 | 1807 рік       |                                      |
| Афонська битва                                                                                          | 1807 рік       |                                      |
| Відвоювання Медіни, Мекки та Хіджазу в Аравії                                                           | 1812 1813      |                                      |
| Починається грецька революція                                                                           | 1821 рік       |                                      |
| Відвоювання Хіосу у грецьких повстанців та різанина населення                                           | 1822 рік       |                                      |
| Перша облога Міссолонгі                                                                                 | 1822 рік       |                                      |
| Відвоювання острова Псара у грецьких повстанців та розправа над його населенням                         | 1824 рік       |                                      |
| Третя облога Місолонгі                                                                                  | 1825 1826      |                                      |
| Битва під Наваріно                                                                                      | 1827 рік       |                                      |
| Битва при Сінопі                                                                                        | 1854 рік       |                                      |
| Поразка російських сил у Кримській війні на чолі з Францією, Великою Британією та Королівством Сардинія | 1854 1856      |                                      |
| Відвоювання островів, що контролюють вхід з Чорного моря в Дунай                                        | 1857 рік       |                                      |
| Відвоювання Чорногорії та Шкодера                                                                       | 1862 рік       |                                      |

## Розпуск (1908–1922)
| Подія                          | Дата      | Результат |
| Битва при Галліполі            | 1915 1916 | Османська перемога та порятунок столиці Константинополя від вторгнення                                             |
| Турецька війна за незалежність | 1919 1923 | Перемога турецьких націоналістів; скасування Османського султанату (1922) та утворення Турецької Республіки (1923) |